# Флаг Кусинского района
Флаг муниципального образования Куси́нский муниципальный район Челябинской области Российской Федерации — опознавательно-правовой знак, служащий официальным символом муниципального образования.
Флаг утверждён 25 июня 2002 года как флаг муниципального образования «Кусинского район» (после муниципальной реформы 2006 года — Кусинский муниципальный район) и внесён в Государственный геральдический регистр Российской Федерации с присвоением регистрационного номера 999.

## Описание
Описание флага, утверждённое постановлением Кусинского районного Совета депутатов от 25 июня 2002 года № 103, гласит:

Флаг муниципального образования «Кусинского район» представляет собой прямоугольное полотнище с соотношением ширины к длине 2:3, воспроизводящее изображения фигур из герба Кусинского района, смещённых к древку: жёлто-чёрную лилию и голубой треугольник с белым кристаллом посередине с усечённым верхним углом, и с жёлтым свободным краем.— 
Описание флага, данное Союзом геральдистов России (разработчики флага), гласит:

Флаг муниципального образования «Кусинского район» представляет собой жёлтое прямоугольное полотнище с соотношением ширины к длине 2:3, имеющее красную полосу в 1:4 полотнища вдоль древка и поверх края полосы воспроизводящее фигуры из герба Кусинского района: жёлто-чёрную лилию и голубой треугольник с белым кристаллом посередине.— 

## Обоснование символики
Освоение Кусинского района началось с конца XVIII века в связи со строительством на реке Кусе чугуноплавильного, литейного и железоделательного завода, превратившегося впоследствии в Кусинский машиностроительный завод — крупное предприятие горнозаводской зоны Урала, и посёлка при нём, получившего экономическое развитие, и ставшего центром Кусинского района.
Перемена во флаге красного, чёрного и жёлтого (золота) цветов аллегорически показывает технологические процессы:
а) сочетание красного и жёлтого (золота) цветов — выплавку чугуна: красный цвет — цвет огня, пламени, в котором льётся золотая струя расплавленного металла.
Красный цвет в геральдике символизирует труд, жизнеутверждающую силу, мужество, праздник, красоту.
Жёлтый цвет (золото) в геральдике символизирует возвышенность мыслей, благородство, достоинство.
б) сочетание чёрного и жёлтого (золота) цветов — готовые изделия, многообразие которых уникально: от гвоздей и шинного железа, пользовавшаяся повышенным спросом на знаменитой Макарьевской ярмарке в конце XVIII—XIX веков, до выплавки ядер для пушек и бомб в Отечественную войну 1812 года; от артиллерийских снарядов для Красной Армии в годы гражданской войны 1919—22 годов и военной продукции в годы Великой Отечественной войны 1941—45 годов до художественного чугунного литья, получившего международное признание.
Чёрный цвет в геральдике символизирует благоразумие, мудрость, скромность, честность и вечность бытия.
Главной фигурой флага муниципального образования «Кусинский район» является лилия — символ вдохновения и совершенства в геральдике. С древнейших времён лилия, обозначающая славу, хвалу, величие, возрождение, благотворительность, надежду, объединяет эти ценные свойства одно целое. Вместе с тем, лилия аллегорически показывает филигранность, красоту, добротность и тщательную отделку художественных изделий из чугуна, создаваемых кусинскими мастерами-литейщиками.
Голубой треугольник показывает географическое расположение Кусинского района — в живописнейших местах на склонах гор Южного Урала. Голубой цвет — река Куса, давшая название району.
Голубой цвет в геральдике — символ возвышенных устремлений, мышления, искренности и добродетели.
В 1942 году, в город Кусу, на Гранильную фабрику, был эвакуирован, построенный ещё во времена Петра Великого, Петергофский завод точных технических камней — единственное в довоенный период в стране предприятие по выпуску камней для часовой и приборостроительной промышленности. В семидесятые годы XX века на заводе, переименованном в завод Технической обработки камней (ТОКАМ) налажено производство миниатюрных источников питания, кремниевых пластин, огранки бриллиантов — что и показано во флаге серебряным кристаллом.
Белый цвет (серебро) — символ совершенства, благородства, чистоты, веры, мира.